# Lindaweni Fanetri
Lindaweni Fanetri (Yakarta, 18 de enero de 1989) es una deportista indonesia que compitió en bádminton. Ganó una medalla de bronce en el Campeonato Mundial de Bádminton de 2015 en la prueba individual.

## Palmarés internacional
| Campeonato Mundial | Campeonato Mundial  | Campeonato Mundial | Campeonato Mundial |
| Año                | Lugar               | Medalla            | Prueba             |
| ------------------ | ------------------- | ------------------ | ------------------ |
| 2015               | Yakarta (Indonesia) | Medalla de bronce  | Individual         |